# To the Metal
To the Metal! är det tyska power metal-bandet Gamma Rays tionde studioalbum, utgivet i januari 2010 på earMUSIC och i Japan på Victor i februari samma år. Albumet följs upp av en promotionturné tillsammans med banden Freedom Call och Secret Sphere.
Titelspåret släpptes som singel. Till låten spelades en musikvideo in, liksom till "Rise" och "Empathy".
Michael Kiske (Helloween) bidrog med gästsång.

## Låtlista
1. "Empathy" – 5:04
2. "All You Need to Know" – 4:00
3. "Time to Live" – 4:48
4. "To the Metal" – 5:29
5. "Rise" – 5:05
6. "Mother Angel" – 5:20
7. "Shine Forever" – 3:53
8. "Deadlands" – 4:23
9. "Chasing Shadows" – 4:23
10. "No Need to Cry" – 5:56

Bonusspår på den japanska utgåvan
1. "One Life" – 5:10
2. "Wannabees" – 3:47

## Medverkande
Musiker
- Kai Hansen – sång, gitarr
- Henjo Richter – gitarr, keyboard
- Dirk Schlächter – basgitarr, sång
- Dan Zimmermann – trummor

Bidragande musiker
- Michael Kiske – sång
- Corvin Bahn – keyboard
- Nadine Nottbohm – sång

Produktion
- Kai Hansen – producent, inspelningstekniker, mixning, mastering
- Dirk Schlächter – producent, inspelningstekniker, mixning, mastering
- Hervé Monjeaud – omslagskonst
- Alexander Mertsch – albumkonst, bookletdesign
- Axel Jusseit – foto